# Parafia św. Teresy od Dzieciątka Jezus w Linden
Parafia św. Teresy od Dzieciątka Jezus w Linden (ang. St. Theresa of The Child Jesus Parish) – parafia rzymskokatolicka położona w Linden w stanie New Jersey w Stanach Zjednoczonych.
Jest ona wieloetniczną parafią w archidiecezji Newark, z mszą św. w j. polskim dla polskich imigrantów.
Ustanowiona w 1925 roku i dedykowana św. Teresie.

## Szkoły
- Polska Szkoła Dokształcająca imienia Karola Wojtyły

## Msze w j.polskim
- W tygodniu – 7:30
- Niedziela – 7:30; 10:30; 19:00